# Александар Стојачковић
Александар Стојачковић (Сомбор, 25. мај 1822 — Будим, 21. јун 1893) био је српски историчар, публициста и политичар.

## Породица, младост
Потиче из старе, угледне српске породице у Сомбору, од деде Михаила Стојачковића. Отац Лука Стојачковић (1785-1864)  је истакнута личност 19. века у Сомбору али и Бачкој. Истакао се 1848-1849. године када је биран за председника Окружног бачког одбора српског покрета. По струци адвокат, био је дуго члан општинског одбора, градски сенатор и управитељ српских народних школа у Сомбору (од 1850). Имао је из брака (склопљеног 1818) са Софијом рођ. Ђекић из Осијека, два сина - Александра и Николу, и две кћерке. Његов салаш надомак Сомбора спалили су Мађари фебруара 1849. године. Лик и дело свог оца Луке "Великог Србина", описао је и објавио 1882. године син Александар.
Гимназију је Александар похађао у Сремским Карловцима и Кечкемету. У Карловцима је такође завршио богословију. Филозофију је студирао у Печују, а право у Пешти.

## Каријера
Године 1847. изабран је за професора опште историје у Карловачкој гимназији. Заступао је Карловце као посланик на Мајској скупштини 1848. године. За време Српског народног покрета 1848-1849. био је секретар војводе Стевана Шупљикца. Након завршетка револуције био је преводилац за српски језик у Темишвару, административном центру Војводства Србије и Тамишког Баната. Потом је краћи период био градоначелник Вршца. Од 1860. године био је први перовођа, а затим и секретар угарског намесништва у Будимпешти. Од 1867. године радио је у угарском Министарству унутрашњих послова, прво као секретар, а потом као одељени саветник. Пензионисан је 1883. године и наставио да живи у Будиму.

### Академик
Професор Стојачковић је због својих историографских радова био цењен и у Србији. Постао је као још врло млад, 1. августа 1848. године коресподентни (дописни) члан Друштва србске словесности у Београду. Дописни члан, сада Српског ученог друштва, постао је 29. јула 1864. године. Почасни члан Српске краљевске академије постаје 15. новембра 1892. године.

## Политички ангажман
На Благовештенском сабору 1861. године био је посланик града Сомбора и саборски перовођа. Активно учествује и на црквео-народном сабору одржаном 1892. године. Претходно је председавао Одбору петнаесторице који је 1891. године претресао питања битна за српску црквену аутомомију. У више наврата био је посланик у Угарском сабору - као заступник Сомбора (1866—1869), Вршца (1884—1887) и белоцркванског изборног среза (1887—1892).
Био је у старим данима дугогодишњи председник Српске православне општине у Будиму.

## Научни и публицистички рад
Први рад објавио је 1843. године у Сербском народном листу Теодора Павловића. Укупно је публиковао петнаест историјских расправа у претходно наведеном листу, као и у Летопису Матице српске. Пред Мађарску буну 1847. године објавио је прву књигу, о православном обреду и ћирилици, којом се прочуо у српству.
Годину дана (1888—1889) уређивао је Српски дневник, „лист за политику, просвету, привреду, радиност и трговину”.

## Дела
- Историја восточно-славенског богослуженија и кирилског књижества код Славена западне цркве (Нови Сад, 1847)
- Черте живота народа србског у унгарским областима (Беч, 1849)
- Ueber die staatsrechtlichen Verhältnisse der Serbien in der Wojwodina und überhaupt in den Ländern der ungarischen Krone: Historisch-juridische Abhandlung (Темишвар, 1860)
- A magyarországi gör. kel. szerb egyház önkormányzatáról (Будимпешта, 1886)